# Vestervang (Ishøj Kommune)
 For alternative betydninger, se Vestervang. (Se også artikler, som begynder med Vestervang)
Vestervang ligger på Nordøstsjælland og er en vestlig bydel til Ishøj Landsby. Tidligere var den en selvstændig landsby. Vestervang er beliggende 1,5 kilometer øst for Torslunde og 22 kilometer vest for Københavns centrum. Stedet ligger i Region Hovedstaden og tilhører Ishøj Kommune.
Vestervang er beliggende i Ishøj Sogn.